# Chesty Morgan
Chesty Morgan (Polonia, 15 de octubre de 1937), nacida como Liliana Wilczkowska, es una bailarina exótica retirada asentada en los Estados Unidos y de origen polaco. También protagonizó dos películas dirigidas por Doris Wishman.

## Primeros años
Creció cerca de Varsovia y quedó huérfana cuando sus padres judíos fueron asesinados por los nazis tras la invasión de Polonia. Enviada a Israel, vivió en una serie de orfanatos antes de acabar en un kibbutz.

## Carrera profesional
Comenzó su carrera como estríper a principios de la década de 1970, con el nombre de Zsa Zsa. El propietario de un club nocturno le sugirió que se llamara "Chesty Morgan". Nunca se desnudaba por debajo de la cintura y, al estilo tradicional del burlesque, valoraba tanto la burla como el desnudo. En ocasiones fue detenida, supuestamente por dejar que los hombres que estaban cerca del escenario le tocaran la parte superior de los pechos para comprobar que eran reales.
A diferencia de muchas de las estrellas modernas del entretenimiento para adultos con pechos grandes, los de Morgan no estaban aumentados con implantes. Según la edición de 1988 de Guinness Movie Facts & Feats, la medida de su busto era la mayor registrada para una estrella de cine.
Protagonizó dos películas de Doris Wishman: Deadly Weapons y Double Agent 73. También fue filmada por Federico Fellini como Barbarina en su cinta de Casanova (1976), pero sus escenas fueron cortadas. Algunos clips de Wisham, en el período del sexploitation de los años 1970, estaban basados en los enormes pechos de Morgan, que aparecieron en la película de John Waters de 1994, Serial Mom.

## Vida personal
En 1957, Morgan se casó con un estadounidense, Josef Wilczkowski, y se trasladó a Nueva York. Wilczkowski fue asesinado en un robo en Brooklyn en 1965, cuando ella tenía 27 años, y sus dos hijas, Eva y Lila, tenían cuatro años y cuatro meses, respectivamente. En 1974, Morgan se casó con el árbitro de béisbol de la Liga Nacional Dick Stello. Ambos se divorciaron en 1979, pero siguieron siendo amigos hasta la muerte de Stello en un accidente de tráfico en 1987. En 1984, su hija mayor Eva también murió en un accidente de tráfico.

## Jubilación
La última actuación de Morgan como bailarina de estriptis fue en Houston (Texas), la primera noche de la Guerra del Golfo Pérsico en 1991. Desde su retirada, ha vivido en la bahía de Tampa (Florida).